# Liste der Bischöfe von Fréjus
Die folgenden Personen waren Bischöfe des Bistums Fréjus-Toulon (Frankreich):
- 400?–433: Leonce
- 433–455: Theodor
- 463–465: Asterius
- 475?: Ausile
- 484?–506: Viktorin
- 524: Johann I.
- 527–529: Lupercien
- 541: Didier
- 549–554: Expectat
- 582: Epiphane
- 636: Martin
- 909–911: Benedikt
- 949–952: Gontar
- 973–1000?: Riculfe
- 1010–1044: Gaucelme
- 1044–1091: Bertrand I.
- 1091–1131: Berenger
- 1131–1145: Bertrand II.
- 1154–1157: Pierre de Montlaur
- 1166–1197?: Fredol d’Anduze
- 1197–1202: Guillaume du Pont
- 1203–1206: Raimond de Capella
- 1206–1212: Bermond Cornut
- 1212?–1215: Raimond de Puyricard
- 1220: Olivier
- 1224–1233?: Bertrand III. de Favas
- 1235–1248: Raimond Berenger
- 1248–1264: Bertrand IV. de Saint-Martin
- 1264–1266: Pierre de Camaret
- 1267–1280?: Guillaume de la Fonte
- 1280?–1299: Bertrand V. Comarque
- 1300–1310: Jacques Arnaud Duèze, der spätere Papst Johannes XXII.
- 1318–1318: Bertrand VI. d’Aimini
- 1318–1340: Barthélémy Grassi
- 1340–1343: Jean d’Arpadelle
- 1343–1346: Guillaume d’Aubussac
- 1346–1348: Pierre Alamanni
- 1348: Pierre du Pin
- 1349–1360: Guillaume Amici (auch Bischof von Apt und Chartres)
- 1360–1361: Pierre Artaudi
- 1361–1364: Guillaume de Ruffec
- 1364–1371: Raimond Daconis
- 1371–1385: Bertrand de Villemus
- 1385: Emanuel I.
- 1385–1405: Louis de Bouillac
- 1408–1422: Gilles Juvenis
- 1422–1449?: Jean Bélard
- 1449–1452: Jacques Juvénal des Ursins
- 1452–1453: Jacques Séguin
- 1453–1455: Guillaume d’Estaing
- 1455–1462: Jean du Bellay
- 1462–1472: Léon Guérinet
- 1472: Réginald d’Angline
- 1472–1485: Urbain de Fiesque
- 1485–1488: Nicolas Kardinal de Fiesque
- 1488–1494: Rostan d’Ancesune
- 1495–1524: Nicolas de Fiesque (ab 1516 auch Erzbischof von Ravenna)
- 1511–1524: Urbano Fieschi (Nicolas’ Neffe, ab 1517 auch Erzbischof von Ravenna)
- 1524–1525: Franciot Kardinal des Ursins
- 1525–1564: Léon des Ursins
- 1565–1579: Bertrand de Romans
- 1579–1591: François de Bouliers
- 1591–1599?: Gérard Bellenger
- 1599–1637: Barthélemy Camelin
- 1637–1654: Pierre Camelin
- 1658–1674: Zongo Ondedei
- 1676–1678: Antoine de Clermont (Haus Clermont-Tonnerre)
- 1679–1680: Louis d’Anglure de Bourlemont (dann Bischof von Carcassonne, später Erzbischof von Bordeaux)
- 1681–1697: Luc d’Aquin
- 1697–1699: Louis d’Aquin
- 1699–1715: André-Hercule de Fleury (1. November 1698 bis 3. Mai 1715) (später Kardinal)
- 1715–1739: Pierre de Castellane
- 1739–1765: Martin Du Bellay
- 1766–1801: Emmanuel-François de Bausset-Roquefort
- Bistum aufgehoben zwischen 1801–1822
- Charles-Alexandre de Richery (8. August 1817 bis 8. Februar 1829) (dann Erzbischof von Aix)
- Louis-Charles-Jean-Baptiste Michel (16. April 1829 bis 22. Februar 1845)
- Casimir-Alexis-Joseph Wicart (29. März 1845 bis 30. Juli 1855) (dann Bischof von Laval)
- Joseph-Antoine-Henri Jordany (6. November 1855 bis März 1876)
- Joseph-Sébastien-Ferdinand Terris (17. März 1876 bis 8. April 1885)
- Frédéric-Henri Oury (2. März 1886 bis 3. Juni 1890) (dann Bischof von Dijon)
- Eudoxe-Irénée-Edouard Mignot (3. Juni 1890 bis 7. Dezember 1899) (dann Erzbischof von Albi)
- Aloys-Joseph-Eugène Arnaud (7. Dezember 1899 bis 17. Juni 1905)
- Félix-Adolphe-Camille-Jean-Baptiste Guillibert (21. Februar 1906 bis 31. Mai 1926)
- Auguste-Joseph-Marie Simeone (30. Juli 1926 bis 22. Oktober 1940)
- Auguste Joseph Gaudel (24. September 1941 bis 30. Juni 1960) (dann Titularbischof von Nisyrus)
- Henri-Louis-Marie Mazerat (30 Jul 1960 Succee-11. Dezember 1961) (dann Bischof von Angers)
- Gilles-Henri-Alexis Barthe (4. Mai 1962 bis 8. Februar 1983)
- Joseph Théophile Louis Marie Madec (8. Februar 1983 bis 16. Mai 2000)
- Dominique Marie Jean Rey (16. Mai 2000 bis 7. Januar 2025)
- François Touvet (seit 7. Januar 2025)